# Chorinaeus clypeatus
Chorinaeus clypeatus là một loài tò vò trong họ Ichneumonidae.